# Josef Hudec
Josef Hudec (24. května 1873 Zaječice – 27. prosince 1957 Praha) byl československý politik a meziválečný poslanec Národního shromáždění za Československou sociálně demokratickou stranu dělnickou, pak za Socialistickou stranu československého lidu pracujícího a Československou národní demokracii.

## Biografie
Politicky aktivní byl již za Rakouska-Uherska. Už koncem 19. století se angažoval v sociální demokracii. Od roku 1897 byl redaktorem listu Právo lidu.
Ve volbách do Říšské rady roku 1907 se stal poslancem Říšské rady (celostátní parlament), kam byl zvolen za okrsek Čechy 017. Usedl do poslanecké frakce Klub českých sociálních demokratů. Ve vídeňském parlamentu setrval do konce funkčního období sněmovny, tedy do roku 1911.
V letech 1918–1919 zasedal v Revolučním národním shromáždění, kde zastupoval sociální demokraty. Během funkčního období se ale se stranou rozešel a podílel se na vytvoření Socialistické strany československého lidu pracujícího (více národovecky a méně marxisticky orientovaná, zaměřená na podporu družstevnictví) a byl z parlamentu odvolán. Za novou politickou formaci, kterou pomáhal zakládat, pak kandidoval v parlamentních volbách v roce 1920 a získal poslanecké křeslo v Národním shromáždění. V roce 1923 ale opustil poslanecký klub strany a stal se hospitantem v poslaneckém klubu národních demokratů. Mandát v parlamentních volbách v roce 1925 neobhájil, ale do parlamentu se dostal znovu po parlamentních volbách v roce 1929, kdy už kandidoval za národní demokraty. V průběhu volebního období dokončil svůj politický přerod, kdy na protest proti spojení národních demokratů s Národní ligou Jiřího Stříbrného a vzniku Národního sjednocení ze strany v roce 1934 vystoupil a stal se hospitantem v klubu sociálních demokratů, od nichž o 15 let dříve odešel.
Podle údajů k roku 1929 byl profesí redaktorem a organizátorem odborové organizace Národní sdružení v Praze.